# Lotus (álbum de Santana)
Lotus es un álbum en vivo de 1974 publicado por la agrupación Santana, grabado en el Koseinenkin Hall de la ciudad de Osaka, Japón, en 1973.

## Lista de canciones

### Disco Uno
1. "Going Home" (Alice Coltrane, Carlos Santana, Tom Coster, Richard Kermode, Douglas Rauch, Michael Shrieve, José Areas, Armando Peraza) – 3:33
2. "A-1 Funk" (Santana, Coster, Kermode, Rauch, Shrieve, Areas, Peraza) – 3:13
3. "Every Step of the Way" (Shrieve) – 11:30
4. "Black Magic Woman" (Peter Green) – 3:38
5. "Gypsy Queen" (Gábor Szabó) – 3:58
6. "Oye Como Va" (Tito Puente) – 5:47
7. "Yours Is the Light" (Kermode) – 5:30
8. "Batuka" (Areas, David Brown, Michael Carabello, Gregg Rolie, Shrieve) – 0:55
9. "Xibaba (She-Ba-Ba)" (Airto Moreira) – 4:13
10. "Stone Flower (Introduction)" (Antônio Carlos Jobim, Santana, Shrieve) – 1:14
11. "Waiting" (Santana) – 4:14
12. "Castillos de Arena Part 1 (Sand Castle)" (Chick Corea, Joaquim Young, Santana, Coster, Kermode, Rauch, Shrieve, Areas, Peraza) – 2:51
13. "Free Angela" (Todd Cochran aka Bayete) – 4:26
14. "Samba de Sausalito" (Areas) – 4:02

### Disco Dos
1. "Mantra" (Coster, Santana, Shrieve) – 7:17
2. "Kyoto (Drum Solo) (Shrieve) – 9:58
3. "Castillos de Arena Part 2 (Sand Castle)" (Corea, Young, Santana, Coster, Kermode, Rauch, Shrieve, Areas, Peraza) – 1:13
4. "Incident at Neshabur" (Alberto Gianquinto, Santana) – 15:57
5. "Se a Cabo" (Areas) – 5:39
6. "Samba Pa Ti" (Santana) – 8:56
7. "Mr. Udo" (Santana, Coster, Kermode, Rauch, Shrieve, Areas, Peraza) – 3:07
8. "Toussaint L'Overture" (Areas, Brown, Carabello, Rolie, Santana, Shrieve) – 7:40

## Créditos
- Carlos Santana – guitarra, percusión latina
- Leon Thomas – maracas, voz
- Tom Coster – teclados
- Richard Kermode – teclados
- Doug Rauch – bajo
- Armando Peraza – congas, bongos, percusión latina
- José "Chepito" Areas – timbales, congas, percusión latina
- Michael Shrieve – batería, percusión latina